# エラゼン・ローベック
エラゼン・ローベック（Erazem Lorbek、1984年2月21日 - ）は、スロベニアのプロバスケットボール選手。スペイン男子プロバスケットボールリーグ1部リーガACBの名門FCバルセロナ所属。所属。ユーゴスラビア連邦スロベニアリュブリャナ出身。ポジションはパワーフォワード。208cm、113kg。